# 변상복
변상복(邊尙服, ? ∼ 1455년 5월 6일)은 조선 전기의 문신, 외척이다. 본관은 원주(原州). 호는 송헌(松軒). 할아버지는 원천부원군(原川府院君) 변안렬(邊安烈)이고, 아버지는 원종공신(元從功臣)에 녹훈된 좌군 총제(左軍摠制) 변이(邊頤)이며, 부인은 조선 제2대 왕 정종(定宗)의 딸인 덕천군주(德川郡主)이다. 원주변씨 부마공파조이다.

## 생애
아버지는 좌군도총제 변이이고, 어머니는 경주이씨로 전리총랑 이달존의 딸이고 익재 이제현의 손녀이다. 초기 행적에 대해서는 알려진 것이 없다.
음직으로 관직에 올랐다. 1452년(단종 즉위) 첨지중추원사(僉知中樞院事)가 되었고, 통정대부(通政大夫)로 책록되었다. 이어 원천위 부마도위에 책봉되었다. 1453년 12월 26일 첨지중추원사에 재임명되었다.
1455년(세조 1) 5월 6일 강릉부사(江陵府使)로 재직 중에 사망하자, 부인은 같은 날 아이를 못 가져 사망하였다. 세조는 호조(戶曹)에 전지를 내려 미두(米豆) 각각 10석과 종이[紙] 60권(卷)을 부의(賻儀)하고 아울러 관곽(棺槨)도 내렸다. 묘는 경기도 양주군 건천면 용정리 지사동(芝沙洞) 부락(현, 남양주시 진건읍 용정리 704-1번지) 유좌(酉坐)에 있다.

## 가족
- 조부 : 원천부원군(原川府院君) 변안렬(邊安烈, 1334년 ~ 1390년)
- 조모 : 진한국부인(辰韓國夫人) 원주 원씨(原州 元氏)
  - 아버지 : 좌군총제 변이(左軍摠制 邉頤, 1360년 ∼ 1439년)
  - 어머니 : 이달존(李達尊)의 딸
  - 어머니(계모) : 의령남씨, 남좌시(南佐時)의 딸
    - 형 : 변상회(邉尙會, 1399년~1485년)
- 부인 : 덕천군주(德川郡主)
  - 장남 : 변견(邉堅)
  - 자부 : 봉화금씨
  - 차남 : 변후(邉厚)
  - 자부 : 영산신씨
  - 삼남 : 변정(邉靖)
  - 자부 : 순흥 안씨, 안치(安埴)의 딸
  - 장녀 : 전의 이씨 이수봉(李秀蓬)에게 출가
    - 외손자 : 이경식(李景植)
    - 외손자 : 이중식(李仲植)
    - 외손자 : 이장식(李長植)
    - 외손녀딸 : 참판 안동 권경희(權景禧)의 후처
    - 외손자 : 이원식(李元植)

  - 차녀 : 김여진(金麗珍)에게 출가
- 처부 : 조선 제2대 정종대왕(定宗大王, 1357년~1419년, 재위: 1398년~1400년)

## 같이 보기
- 정종
- 덕천옹주
- 변안렬
- 변정
- 권경희